# Cascada
Cascada je nagrađivana  njemačka eurodance grupa. Cascada je najviše poznata po svojim hit singlovima " Everytime We Touch", koji je osvojio World Music Award 2007., koji postaje prvi njihov singl broj jedan, "What Hurts Most", što je ušao ljestvice u 2008. i "Evacuate the Dancefloor", koji je nedavno postao broj jedan u UK. Do sada je grupa prodala oko 13 milijuna primjeraka svojih triju albuma širom svijeta. Cascada se sastoji od britansko-njemačke pjevačice Natalie Horler, DJ Maniana i DJ Yanoua.
Grupa je predstavljala Njemačku na Pjesmi Eurovizije 2013. s pjesmom Glorious te osvojila 11. mjesto.

## Članovi grupe

### Natalie Horler
Natalie Horler je rođena 23. rujna 1981. Kao glavna pjevačica, ona je često prikazana kao Cascada, za razliku od cijelog benda. Kada je imala samo 16 godina, radila je za niz raznih DJ-a. Kasnije je upoznala Yanna Peifera i Manuela Reutera. Natalie je rođena u Bonnu u Njemačkoj. Njezini roditelji su Englezi, i zbog toga ona tečno govori engleski jezik s engleskim naglaskom.